# Kernkraftwerk Rancho Seco
Das stillgelegte Kernkraftwerk Rancho Seco befindet sich bei Clay, Kalifornien, Vereinigte Staaten. Der Eigentümer und Betreiber ist das öffentliche Versorgungsunternehmen Sacramento Municipal Utility District (SMUD).

## Geschichte

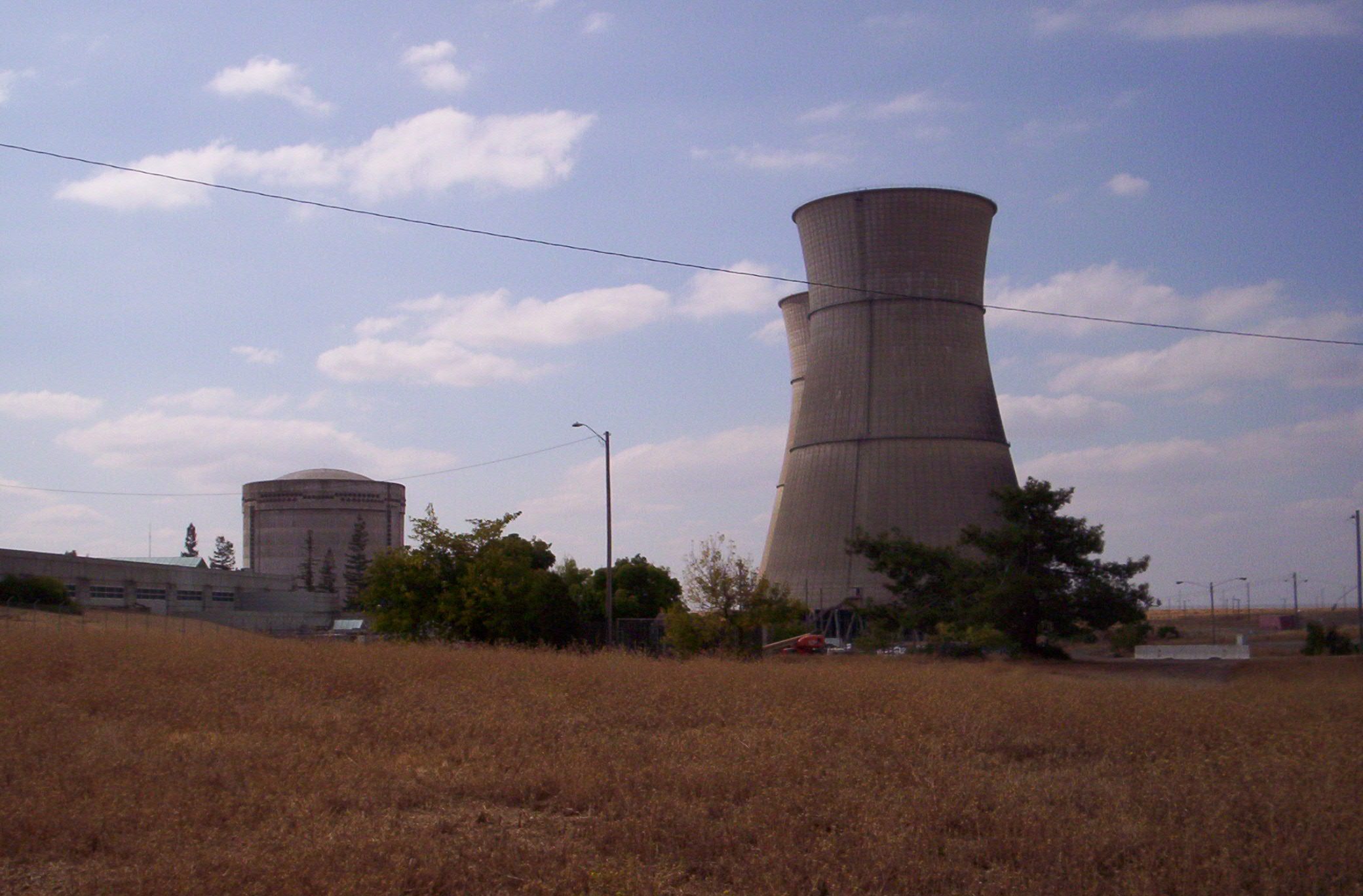
Das Kernkraftwerk Rancho Seco mit seinen Kühltürmen

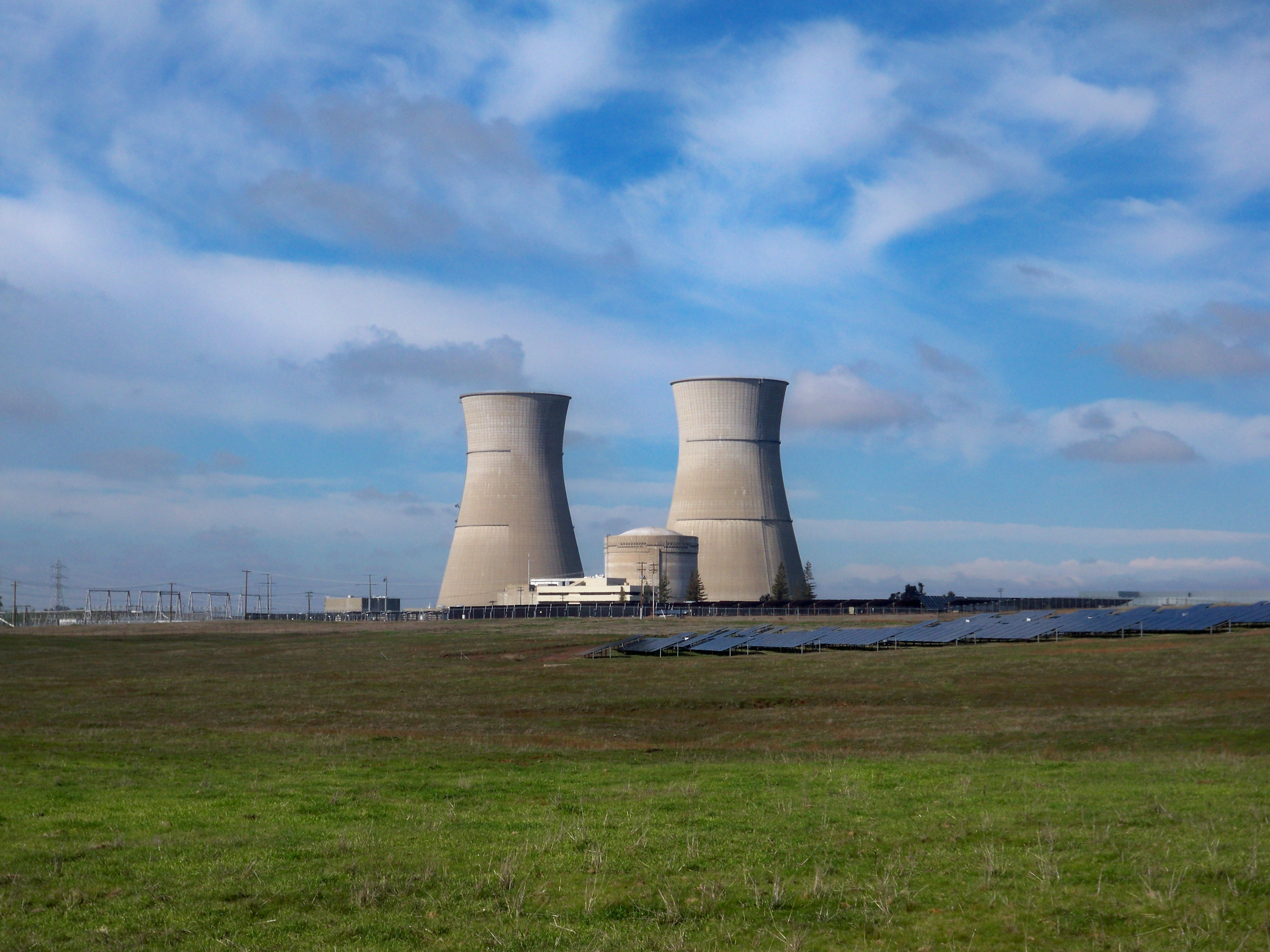
Kernkraftwerk Rancho Seco, im Vordergrund die Solaranlagen

1966 kaufte SMUD ein acht Quadratkilometer großes Grundstück im Südosten des Sacramento County für ein Kernkraftwerk, das bei Clay Station, 40 Kilometer südöstlich von der Downtown Sacramento, gebaut wurde. Am 1. April 1969 begann der Bau des Kernkraftwerks. In den frühen 1970er-Jahren wurde ein kleiner Teich auf 0,6 km2 Größe erweitert, um die Notfall-Wasserversorgung im Falle eines Brandes des Kraftwerks für das Kraftwerk zu gewährleisten. Der See erhielt sein Wasser aus dem Folsom South Canal und hat keine Beziehung mit dem Kraftwerk bei der täglichen Wasserversorgung. Am 13. Oktober 1974 wurde der Reaktor erstmals mit dem Stromnetz synchronisiert und nahm am 17. April 1975 den kommerziellen Leistungsbetrieb auf.
Die definitive Abschaltung erfolgte durch eine Volksabstimmung am 7. Juni 1989, obwohl die Betriebserlaubnis noch bis zum 11. Oktober 2008 lief. Ursache dieses politischen Stilllegungs-Entscheides war ein Störfall im Jahr zuvor: Der Reaktor musste notgekühlt werden. Weil sich am Reaktorbehälter aus Spezialstahl durch den permanenten Neutronenbeschuss aus dem Kern zuvor bereits erhebliche Versprödungen gebildet hatten, drohte ein sog. pressurized thermal shock durch das kalte Notkühlwasser, d. h., es war mit einem Bersten des Reaktorbehälters zu rechnen.
Seit 2005 sind Stilllegungsarbeiten im Gange. Nun kann man in der Nähe des ehemaligen Werksgeländes angeln und campen. Nach der Schließung im Jahr 1989 wurde das Werk in einen öffentlichen Park umgewandelt, der bis heute Rancho Seco Park heißt. SMUD verwendet nun die Einnahmen des Parks zur Finanzierung aller Park-Betriebskosten.
Die Kühltürme bleiben ein bekannter Teil der lokalen Landschaft. Auf dem Gebiet befinden sich die noch aktiven Luftangriff-Sirenen, die die Menschen vor der Kernschmelze in Rancho Seco gewarnt hätten. Auf dem Gelände stehen nun auch ein Solarkraftwerk mit einer Leistung von 3,9 MW sowie ein erdgasbefeuertes Kraftwerk, die Consumnes Power Plant, das 2006 in Betrieb ging.

## Der Reaktor

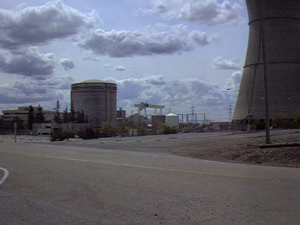
Das Kernkraftwerk, rechts ein Teil eines Kühlturms

Der Druckwasserreaktor von Babcock & Wilcox hatte eine thermische Leistung von 2772 MWt, eine elektrische Nettoleistung von 873 MWe und eine elektrische Bruttoleistung von 917 MWe.

## Daten der Reaktorblöcke
Das Kernkraftwerk Rancho Seco hatte einen Block:
| Reaktorblock  | Reaktortyp         | Netto- leistung | Brutto- leistung | Baubeginn  | Netzsyn- chronisation | Kommer- zieller Betrieb | Abschal- tung |
| ------------- | ------------------ | --------------- | ---------------- | ---------- | --------------------- | ----------------------- | ------------- |
| Rancho Seco-1 | Druckwasserreaktor | 873 MW          | 917 MW           | 01.04.1969 | 13.10.1974            | 17.04.1975              | 07.06.1989    |